# Alfredo, duca di Sassonia-Coburgo-Gotha
Alfredo Sassonia-Coburgo-Gotha del Regno Unito (Alfredo Ernesto Alberto; Castello di Windsor, 6 agosto 1844 – Coburgo, 30 luglio 1900) è stato un principe britannico, duca di Edimburgo dal 1861 e duca di Sassonia-Coburgo-Gotha dal 1893, quartogenito e secondo figlio della regina Vittoria del Regno Unito e del principe consorte Alberto di Sassonia-Coburgo-Gotha.

## Biografia

### I primi anni
Nato al castello di Windsor, Alfredo fu il quarto figlio della regina Vittoria del Regno Unito (1819-1901), unica figlia del principe Edoardo, duca di Kent e di sua moglie, la principessa Vittoria di Sassonia-Coburgo-Saalfeld. Suo padre era il principe consorte Alberto di Sassonia-Coburgo-Gotha (1819-1861), figlio del duca Ernesto I di Sassonia-Coburgo-Gotha. In quanto figlio di un monarca, dalla nascita ottenne il titolo di Altezza Reale e fu secondo in linea di successione dopo il fratello maggiore, il principe di Galles, sino alla nascita del figlio di quest'ultimo, il duca Alberto Vittorio di Sassonia-Coburgo-Gotha. In famiglia era noto col soprannome di "Affie".
Alfredo venne battezzato dall'arcivescovo di Canterbury, William Howley, nella cappella privata del castello di Windsor il 6 settembre 1844. Suoi padrini furono il principe Adolfo, duca di Cambridge (suo prozio materno), sua zia paterna Alessandrina, duchessa di Sassonia-Coburgo-Gotha (rappresentata dalla nonna materna, la duchessa di Kent) e il fratellastro della regina Vittoria, principe Carlo di Leiningen (rappresentato dal duca di Wellington).

### Carriera nella Royal Navy

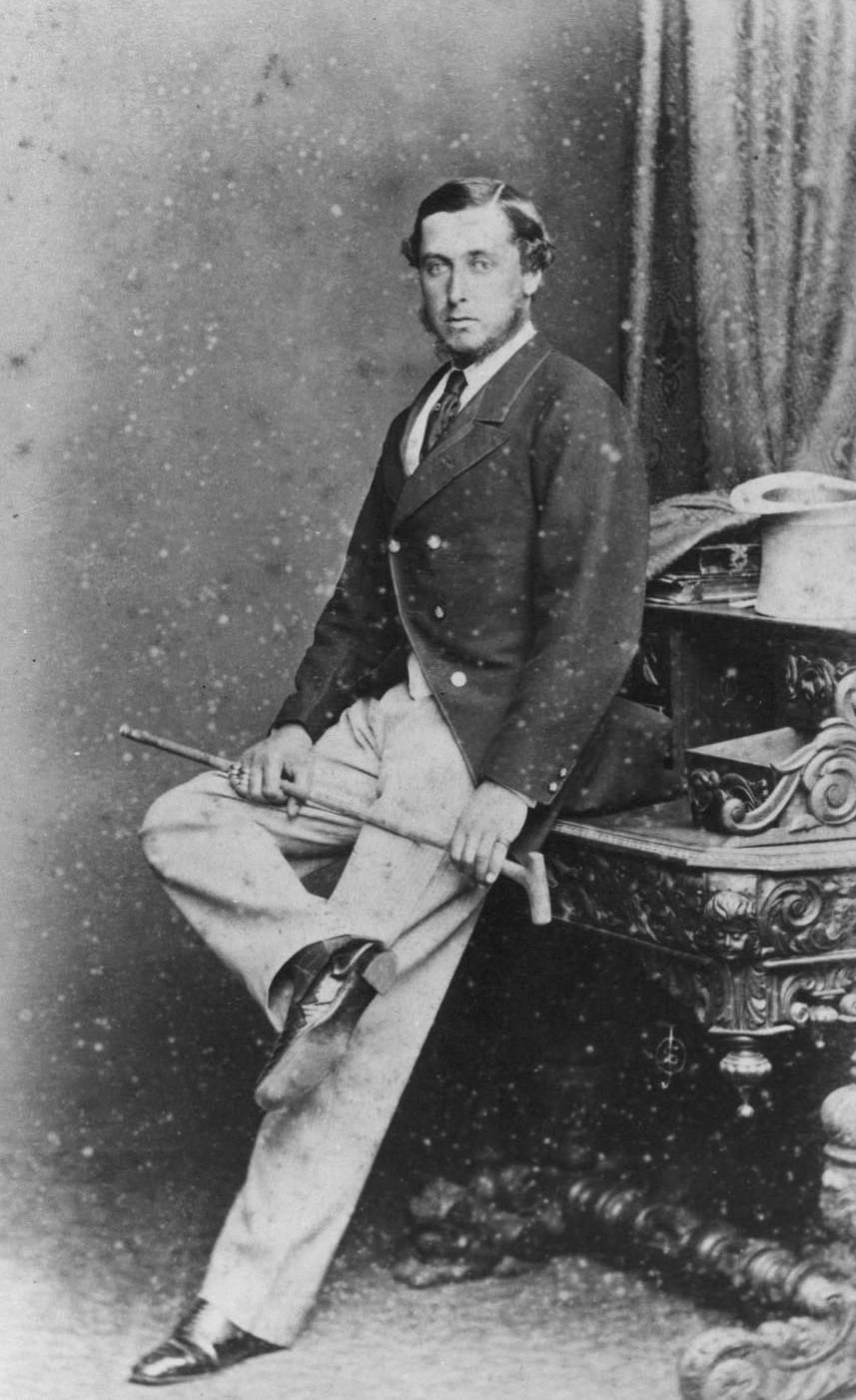
Il giovane principe Alfredo

Nel 1856, come era suo desiderio, entrò a far parte della Marina Reale Britannica, sotto la tutela del maggiore generale John Clayton Cowell. Superò l'esame per diventare marinaio nell'agosto del 1858 e iniziò il suo servizio a bordo dell'Euryalus. Nel luglio del 1860, mentre era in servizio in marina, compì una visita ufficiale alla Colonia del Capo e fece un'impressione molto favorevole sia ai coloni che ai capi nativi.
Venne promosso luogotenente il 24 febbraio del 1863, dopo essere passato sul Racoon, e poi, nel febbraio del 1866, diventò capitano, ottenendo il suo primo comando sulla fregata Galatea. In quello stesso anno, nel giorno del compleanno della regina (24 maggio), il principe ottenne il titolo di duca di Edimburgo, conte di Ulster e Kent, con una rendita annuale di 22.000 sterline assegnatagli dal parlamento. L'8 giugno 1866 ottenne un seggio alla Camera dei Lords.
Tra il gennaio del 1867 e il giugno del 1868 effettuò un giro del mondo con il suo vascello, visitando l'isola di Tristan da Cunha, dove gli abitanti chiamarono in suo onore la capitale con il nome di Edinburgh of the Seven Seas, proseguendo poi per Città del Capo e raggiungendo infine l'Australia, dove rimase cinque mesi. Il principe fu quindi il primo membro della famiglia reale britannica a visitare l'Australia (1868), la Nuova Zelanda (1869), le Indie britanniche (1869) e Hong Kong. Durante la sua permanenza a Sydney, il 12 marzo del 1868 rimase ferito in un attentato ad opera di Henry James O'Farrell, il quale venne arrestato, processato e poi impiccato il 21 aprile del 1868. Il 23 marzo dello stesso anno venne deciso di costruire, in ricordo dell'attentato subito dal principe, il Royal Prince Alfred Hospital.
Il 23 gennaio del 1874, nel Palazzo d'Inverno in San Pietroburgo, Alfredo sposò la granduchessa Marija Aleksandrovna Romanova (1853-1920), figlia dello zar Alessandro II di Russia (1818-1881) e della zarina Maria Aleksandrovna (1824-1880), nata granduchessa d'Assia e del Reno.
Pochi anni dopo il matrimonio la coppia si stabilì sull'isola di Malta, dove rimase per molto tempo e dove nacque anche la loro terza figlia.
Durante tutta la sua vita Alfredo si dedicò quasi totalmente alla sua professione, nella quale dimostrò una completa padronanza e una non comune intelligenza per le tattiche navali.
Nel 1887 venne promosso al grado di ammiraglio e, nel 1893, a quello di ammiraglio di flotta.

### Tentativo di successione al trono di Grecia
Le sue naturali doti diplomatiche, l'aspetto solenne e i legami con la famiglia reale inglese lo resero un valido candidato per il trono greco quando, nel 1862, il re Ottone di Grecia venne costretto ad abdicare da un sanguinoso colpo di Stato.
I piani per la successione di Alfredo al trono di Grecia, però, vennero bloccati dallo stesso governo inglese, in quanto così facendo egli avrebbe dovuto rinunciare alla successione al trono inglese e a quella dei ducati di Sassonia-Coburgo-Gotha per cui suo zio Ernesto II, senza eredi, lo aveva designato.

### Duca di Sassonia-Coburgo-Gotha

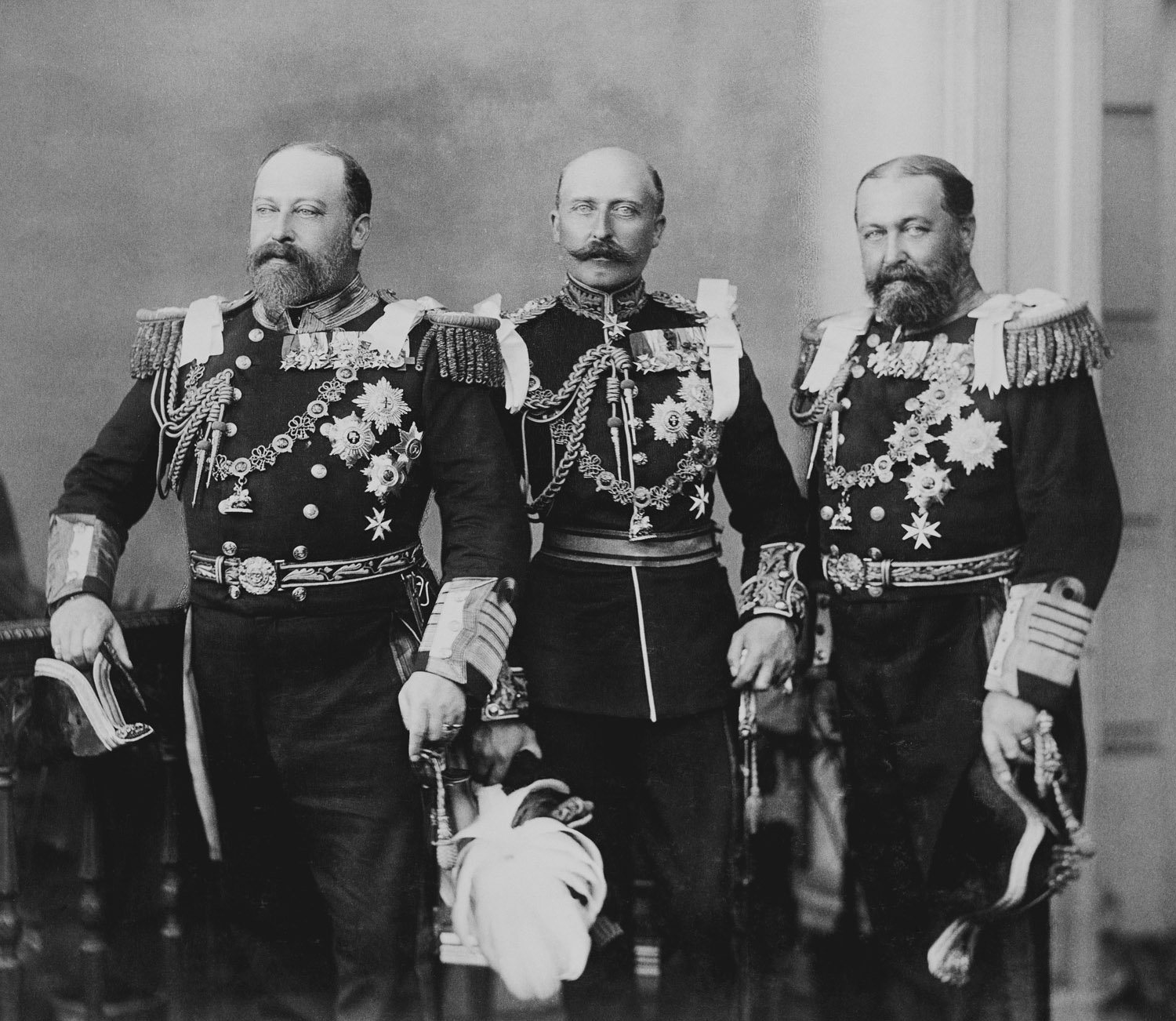
Da sinistra: il principe di Galles, il duca Connaught e Strathern e il duca di Sassonia-Coburgo-Gotha.

Quando il 22 agosto del 1893 il duca Ernesto II di Sassonia-Coburgo-Gotha (1818-1893), suo zio paterno, morì senza lasciare eredi diretti, il Ducato di Sassonia-Coburgo-Gotha passò ad Alfredo, in quanto il fratello maggiore Edoardo, primo in linea di successione per il ducato, rinunciò al diritto. Dapprima visto freddamente come uno "straniero", egli seppe gradualmente ottenere popolarità nel suo nuovo ruolo di duca.

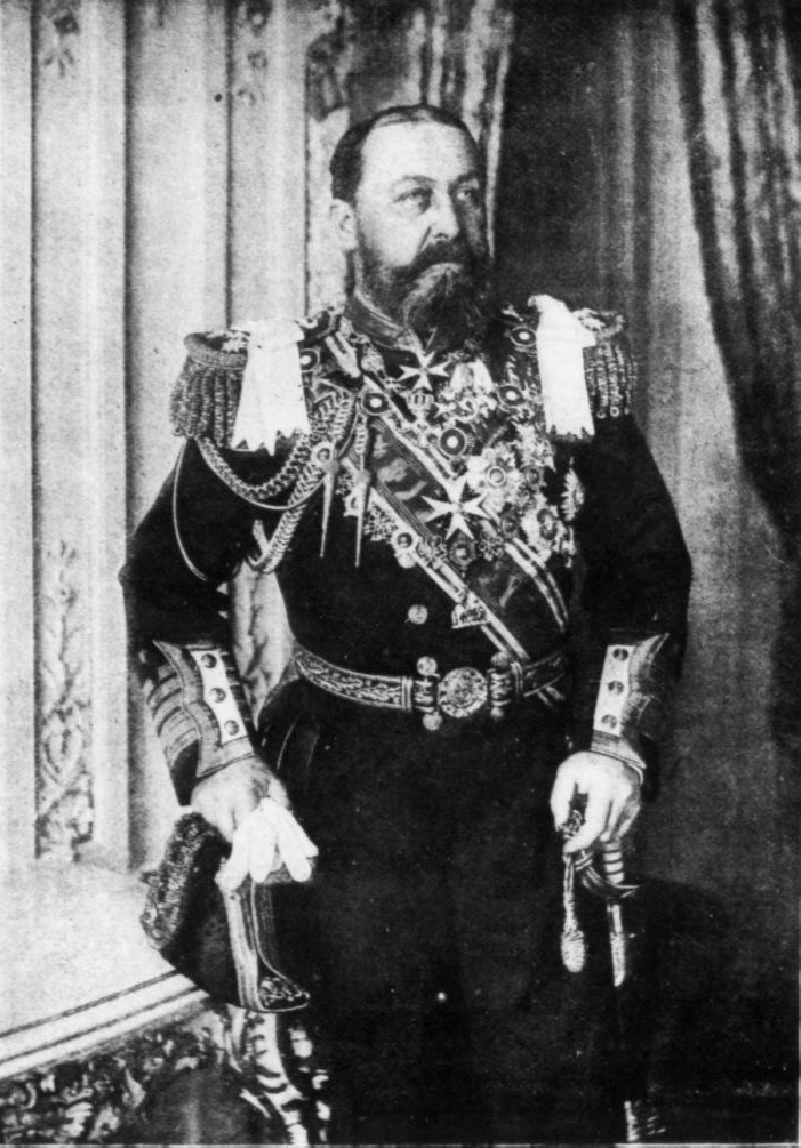
Il duca Alfredo (1893)

Alfredo era un grande appassionato di musica e prese parte attiva alla fondazione di una sede del Royal College of Music a Coburgo. Egli stesso suonava il violino (che aveva studiato a Holyrood con l'espatriato ungherese George Lichtenstein), ma non era particolarmente dotato per lo strumento. Durante una festa organizzata da suo fratello, venne convinto a suonare. Sir Henry Ponsomby scrisse a proposito dell'esibizione: "completamente fuori tono e un rumore abominevole". Fu anche un ottimo collezionista di vetri e ceramiche e la sua collezione, valutata mezzo milione di marchi dell'epoca, venne offerta poi dalla sua vedova al Veste Coburg, un'enorme fortezza sulla collina presso Coburgo. Divenne famoso anche per la sua collezione di francobolli, iniziata nel 1856. Eletto Presidente Onorario nel 1890 della Philatelic Society, London, poté presentare all'Esposizione filatelica di Londra, dello stesso anno, numerosi francobolli dei diversi paesi visitati durante i suoi viaggi.

### Gli ultimi anni
L'unico figlio maschio del duca, il principe Alfredo, venne coinvolto in uno scandalo con la sua amante e tentò il suicidio, sparandosi, nel gennaio del 1899. Il giovane sopravvisse al tentativo di suicidio e venne inviato dai genitori a Merano per riprendersi, ma vi morì due settimane più tardi, il 6 febbraio.
Alfredo, duca di Sassonia-Coburgo-Gotha, morì a causa di un tumore alla laringe il 30 luglio del 1900, nel castello di Rosenau, sua residenza estiva appena fuori Coburgo. Venne sepolto nel mausoleo della famiglia ducale nel cimitero pubblico di Glockenberg.
Gli successe il nipote Carlo Edoardo, figlio del fratello Leopoldo.

## Matrimonio e discendenza

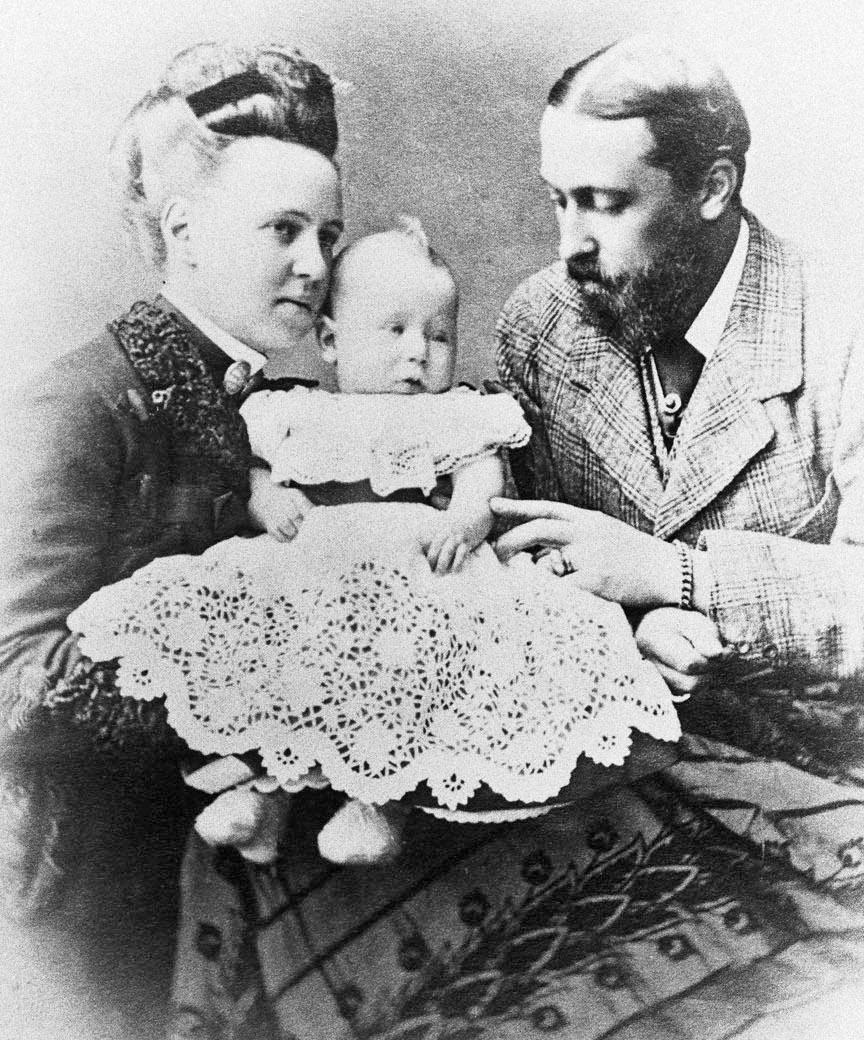
Alfredo e Maria con il loro primogenito, il principe ereditario Alfredo

Dal matrimonio con Marija Aleksandrovna di Russia nacquero sei figli:
- Alfredo di Sassonia-Coburgo-Gotha, nato il 15 ottobre 1874 e morto il 6 febbraio 1899;
- Maria di Sassonia-Coburgo-Gotha, nata il 29 ottobre 1875 e morta il 10 luglio 1938, futura regina di Romania come consorte di Ferdinando I di Romania;
- Vittoria Melita di Sassonia-Coburgo-Gotha, nata il 25 novembre 1876 e morta il 2 marzo 1936, sposò il granduca d'Assia e del Reno Ernesto Luigi, da cui divorziò nel 1901, e in seconde nozze il granduca di Russia Kirill Vladimirovič Romanov;
- Alessandra di Sassonia-Coburgo-Gotha, nata il 1º settembre 1878 e morta il 16 aprile 1942, sposò il principe Ernesto II di Hohenlohe-Langenburg:
- un figlio nato e morto il 13 ottobre 1879:
- Beatrice di Sassonia-Coburgo-Gotha, nata il 20 aprile 1884 e morta il 13 luglio 1966, sposò l'infante di Spagna e duca di Galliera Alfonso d'Orléans.

Tra i suoi nipoti si annoverano il re Michele I di Romania e il re Pietro II di Jugoslavia.

## Onorificenze

Il monogramma personale del principe Alfredo, duca di Edimburgo.

## Ascendenza
|                                       |                             |                                                 | Genitori                                        |  |  | Nonni |  |  | Bisnonni                                        |  |  | Trisnonni                                     |  |
|                                       |                             |                                                 |                                                 |  |  |       |  |  | Francesco Federico di Sassonia-Coburgo-Saalfeld |  |  | Ernesto Federico di Sassonia-Coburgo-Saalfeld |  |
|                                       |                             |                                                 |                                                 |  |  |       |  |  | Francesco Federico di Sassonia-Coburgo-Saalfeld |  |  | Ernesto Federico di Sassonia-Coburgo-Saalfeld |  |
|                                       |                             | Sofia Antonia di Brunswick-Wolfenbüttel         |                                                 |  |  |       |  |  | Francesco Federico di Sassonia-Coburgo-Saalfeld |  |  |                                               |  |
| Ernesto I di Sassonia-Coburgo-Gotha   |                             |                                                 |                                                 |  |  |       |  |  | Francesco Federico di Sassonia-Coburgo-Saalfeld |  |  |                                               |  |
|                                       |                             | Augusta di Reuss-Ebersdorf                      | Enrico XXIV di Reuss-Ebersdorf                  |  |  |       |  |  |                                                 |  |  |                                               |  |
|                                       |                             | Augusta di Reuss-Ebersdorf                      | Enrico XXIV di Reuss-Ebersdorf                  |  |  |       |  |  |                                                 |  |  |                                               |  |
|                                       |                             | Augusta di Reuss-Ebersdorf                      | Carolina Ernestina di Erbach-Schönberg          |  |  |       |  |  |                                                 |  |  |                                               |  |
| Alberto di Sassonia-Coburgo-Gotha     |                             | Augusta di Reuss-Ebersdorf                      |                                                 |  |  |       |  |  |                                                 |  |  |                                               |  |
|                                       |                             | Augusto di Sassonia-Gotha-Altenburg             | Ernesto II di Sassonia-Gotha-Altenburg          |  |  |       |  |  |                                                 |  |  |                                               |  |
|                                       |                             | Augusto di Sassonia-Gotha-Altenburg             | Ernesto II di Sassonia-Gotha-Altenburg          |  |  |       |  |  |                                                 |  |  |                                               |  |
|                                       |                             | Augusto di Sassonia-Gotha-Altenburg             | Carlotta di Sassonia-Meiningen                  |  |  |       |  |  |                                                 |  |  |                                               |  |
| Luisa di Sassonia-Gotha-Altenburg     |                             | Augusto di Sassonia-Gotha-Altenburg             |                                                 |  |  |       |  |  |                                                 |  |  |                                               |  |
|                                       |                             | Luisa Carlotta di Meclemburgo-Schwerin          | Federico Francesco I di Meclemburgo-Schwerin    |  |  |       |  |  |                                                 |  |  |                                               |  |
|                                       |                             | Luisa Carlotta di Meclemburgo-Schwerin          | Federico Francesco I di Meclemburgo-Schwerin    |  |  |       |  |  |                                                 |  |  |                                               |  |
|                                       |                             | Luisa Carlotta di Meclemburgo-Schwerin          | Luisa di Sassonia-Gotha-Altenburg               |  |  |       |  |  |                                                 |  |  |                                               |  |
| Alfredo di Sassonia-Coburgo-Gotha     |                             | Luisa Carlotta di Meclemburgo-Schwerin          |                                                 |  |  |       |  |  |                                                 |  |  |                                               |  |
|                                       | Giorgio III del Regno Unito | Federico di Hannover                            |                                                 |  |  |       |  |  |                                                 |  |  |                                               |  |
|                                       | Giorgio III del Regno Unito | Federico di Hannover                            |                                                 |  |  |       |  |  |                                                 |  |  |                                               |  |
|                                       | Giorgio III del Regno Unito | Augusta di Sassonia-Gotha-Altenburg             |                                                 |  |  |       |  |  |                                                 |  |  |                                               |  |
| Edoardo Augusto di Hannover           | Giorgio III del Regno Unito |                                                 |                                                 |  |  |       |  |  |                                                 |  |  |                                               |  |
|                                       |                             | Carlotta di Meclemburgo-Strelitz                | Carlo Ludovico Federico di Meclemburgo-Strelitz |  |  |       |  |  |                                                 |  |  |                                               |  |
|                                       |                             | Carlotta di Meclemburgo-Strelitz                | Carlo Ludovico Federico di Meclemburgo-Strelitz |  |  |       |  |  |                                                 |  |  |                                               |  |
|                                       |                             | Carlotta di Meclemburgo-Strelitz                | Elisabetta Albertina di Sassonia-Hildburghausen |  |  |       |  |  |                                                 |  |  |                                               |  |
| Vittoria del Regno Unito              |                             | Carlotta di Meclemburgo-Strelitz                |                                                 |  |  |       |  |  |                                                 |  |  |                                               |  |
|                                       |                             | Francesco Federico di Sassonia-Coburgo-Saalfeld | Ernesto Federico di Sassonia-Coburgo-Saalfeld   |  |  |       |  |  |                                                 |  |  |                                               |  |
|                                       |                             | Francesco Federico di Sassonia-Coburgo-Saalfeld | Ernesto Federico di Sassonia-Coburgo-Saalfeld   |  |  |       |  |  |                                                 |  |  |                                               |  |
|                                       |                             | Francesco Federico di Sassonia-Coburgo-Saalfeld | Sofia Antonia di Brunswick-Wolfenbüttel         |  |  |       |  |  |                                                 |  |  |                                               |  |
| Vittoria di Sassonia-Coburgo-Saalfeld |                             | Francesco Federico di Sassonia-Coburgo-Saalfeld |                                                 |  |  |       |  |  |                                                 |  |  |                                               |  |
|                                       |                             | Augusta di Reuss-Ebersdorf                      | Enrico XXIV di Reuss-Ebersdorf                  |  |  |       |  |  |                                                 |  |  |                                               |  |
|                                       |                             | Augusta di Reuss-Ebersdorf                      | Enrico XXIV di Reuss-Ebersdorf                  |  |  |       |  |  |                                                 |  |  |                                               |  |
|                                       |                             | Augusta di Reuss-Ebersdorf                      | Carolina Ernestina di Erbach-Schönberg          |  |  |       |  |  |                                                 |  |  |                                               |  |
|                                       |                             | Augusta di Reuss-Ebersdorf                      |                                                 |  |  |       |  |  |                                                 |  |  |                                               |  |